# Au-delà de l'infidélité
Au-delà de l'infidélité, ou Sexe, mensonges et obsession au Québec (Sex, Lies & Obsession) est un téléfilm américain réalisé par Douglas Barr, et diffusé le 7 mai 2001 sur Lifetime Movie Network et en France le 7 février 2002. Il met en vedette Harry Hamlin et Lisa Rinna.

## Synopsis
Le docteur Cameron Thomas a tout de l'homme comblé : une épouse parfaite, deux enfants et un métier respecté. Mais sous ces apparences d'homme rangé, il mène une vie plutôt dissolue, volant d'une aventure sans lendemain à une autre, jusqu'au jour où sa femme, Joanna, découvre le pot aux roses. Après plus de dix ans de mariage, elle apprend que son mari a eu des centaines de relations extraconjugales, auxquelles il ne portait pas attention car elles étaient basées uniquement sur le sexe... (crédit: Allociné)

## Fiche technique
- Titre : Au-delà de l'infidélité
- Titre québécois : Sexe, mensonges et obsession
- Titre original : Sex, Lies & Obsession
- Réalisation : Douglas Barr
- Scénario : Patricia Resnick
- Musique : Jeff Eden Fair et Starr Parodi
- Directeur de la photographie : Michael Storey
- Montage : Mark Conte
- Décors : Tim Bider
  - Décors de plateau : David Edgar
- Costumes : Alex Reda
- Productrice et productrice exécutive : Judy Cairo
- Sociétés de production : Cairo/Simpson Entertainment et Hearst Entertainment Productions
- Sociétés de distribution : Lifetime Movie Network et Miramax
- Pays :  États-Unis
- Langue : anglais
- Durée : 91 minutes
- Genre : drame
- Dates de diffusion :
  -  États-Unis : 7 mai 2001
  -  France : 7 février 2002

## Distribution
- Harry Hamlin (VF : François Leccia) : Cameron Thomas
- Lisa Rinna (VF : Rafaèle Moutier) : Joanna Thomas
- Kevin Zegers : Josh Thomas
- Robert Clark (en) : Ryan Thomas
- Rebecca Jenkins : Annika
- Karl Pruner : Douglas Weiss
- Anna Ferguson : Eleanor
- Geoffrey Bowes : Carl
- Makyla Smith : Juliet
- Yani Gellman : Romeo
- Carolyn Dunn : Tiffany Sheldon
- Elizabeth Walsh : Sarah
- Nola Augustson : la masseuse
- Bill Lake (en) : Tom Gates